# Fernwärmetunnel Kiel

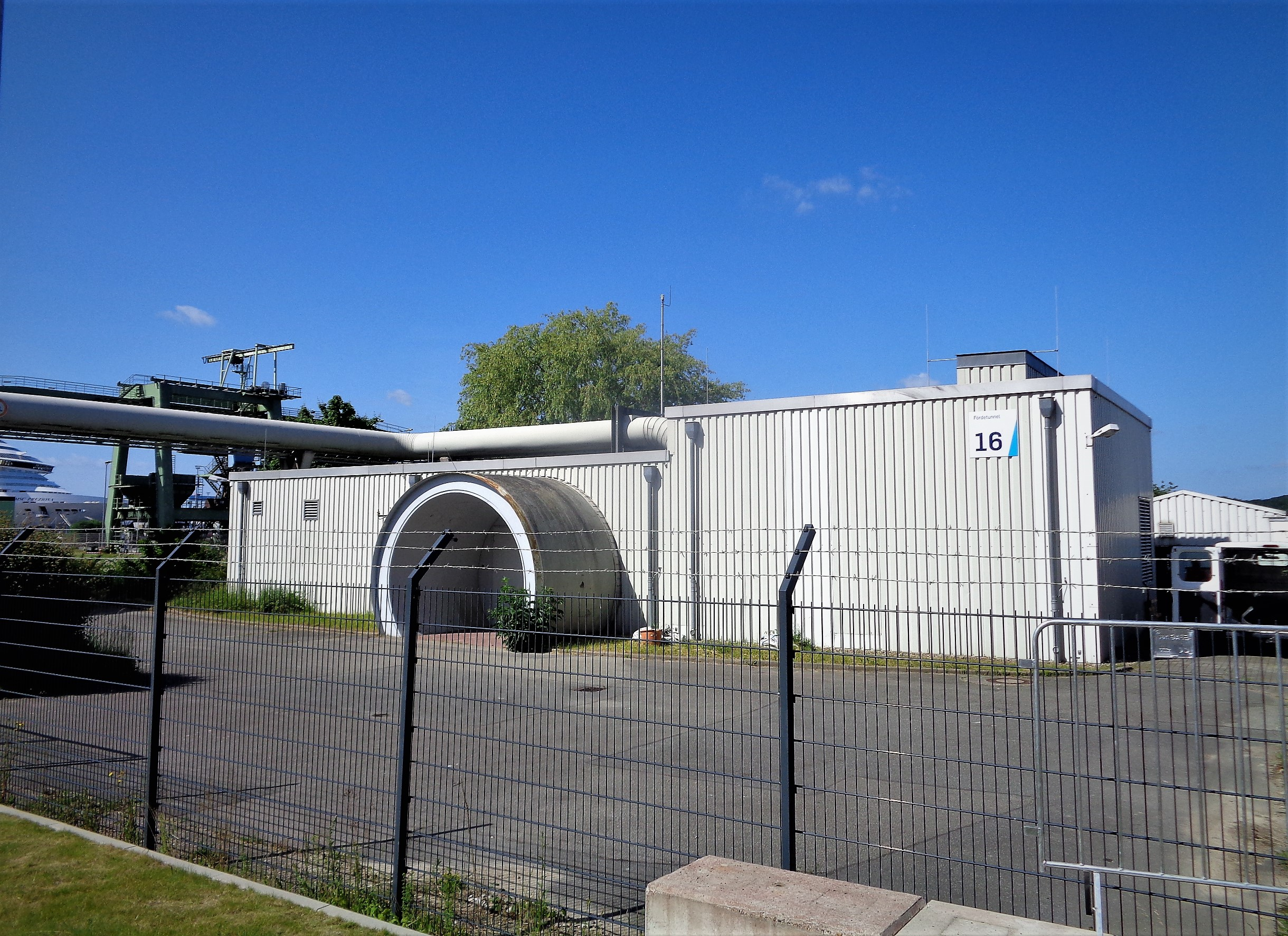
Tunnelzugang auf dem Gelände des Gemeinschaftskraftwerks (2022)

Der Fernwärmetunnel Kiel ist ein 1368 Meter langer Tunnel zur Fernwärmeversorgung und verläuft unterhalb der Kieler Förde. Der Tunnel wurde von 1988 bis 1990 vom Gemeinschaftskraftwerk Kiel, das am Ostufer der Förde liegt, zu den am Westufer gelegenen Teilen Kiels errichtet. Der maximale Durchmesser beträgt fünf Meter, an der tiefsten Stelle befindet er sich 38 Meter unter dem Wasserspiegel. Im begehbaren Tunnel verlaufen zwei Fernwärmeleitungen des Gemeinschaftskraftwerkes Kiel mit 700 mm Durchmesser, die 60 Prozent der Stadtwerkekunden versorgen, und eine Hochspannungsleitung mit 110 kV. Das Wasser verlässt das Ostufer mit 130 Grad Celsius, bei der Rückführung ist es auf 50 Grad Celsius abgekühlt. 2009 musste der Tunnel für 16 Millionen Euro saniert werden, obwohl er 100 Jahre halten sollte.